# William Cranch
William Cranch (17 tháng 7 năm 1769 - 1 tháng 9 năm 1855) là một thẩm phán và tác giả người Mỹ đến từ Massachusetts và là phóng viên thứ hai về các quyết định của Toà án tối cao Hoa Kỳ từ năm 1801 đến năm 1815, sau khi Alexander James Dallas từ chức. Ông cũng từng được Tổng thống John Adams bổ nhiệm làm Thẩm phán của Tòa án Hoa Kỳ tại quận Columbia từ ngày 3 tháng 3 năm 1801 đến ngày 24 tháng 2 năm 1806 và cũng từng được Tổng thống Thomas Jefferson bổ nhiệm làm Chánh án của Toà án Nhân dân Hoa Kỳ tại quận Columbia từ ngày 24 tháng 2 năm 1896 cho đến khi qua đời vào đầu tháng 9 năm 1855.

## Tiểu sử ngắn
Cranch sinh ngày 17 tháng 7 năm 1769 tại Weymouth, bang Massachusetts, Hoa Kỳ, ông là cháu trai của Abigail Adams và John Adams, Tổng thống thứ hai của Hợp Chủng quốc Hoa Kỳ. Cha ông là Richard Cranch, một người thợ làm đồng hồ sinh ra tại Anh, còn mẹ ông là Mary Smith, chị gái của Đệ nhất Phu nhân Hoa Kỳ Abigail Adams. Anh họ ông là John Quincy Adams, Tổng thống thứ sáu của Hợp Chủng quốc Hoa Kỳ.
William Cranch tốt nghiệp Đại học Harvard vào năm 1787 và được nhận vào quán bar Massachusetts vào năm 1790. Từ năm 1791 đến năm 1800, Cranch làm nhân viên pháp lý cho một công ty bất động sản ở Washington, D.C., Hoa Kỳ.

## Cuối đời
Cranch cũng được biết đến với một số quyết định đặt ra một tiền lệ cho bồi thẩm đoàn bồi thường (cho phép bồi thẩm đoàn bãi bỏ luật "bất công" và từ chối buộc tội), bao gồm:
- United States v. Fenwick, 25 F. Cas. 1062; 4 Cranch C.C. 675 (1836): Right to make legal argument to jury.
- Stettinius v. United States, 22 F. Cas. 1322; 5 Cranch C.C. 573 (1839): Right to make legal argument to jury.

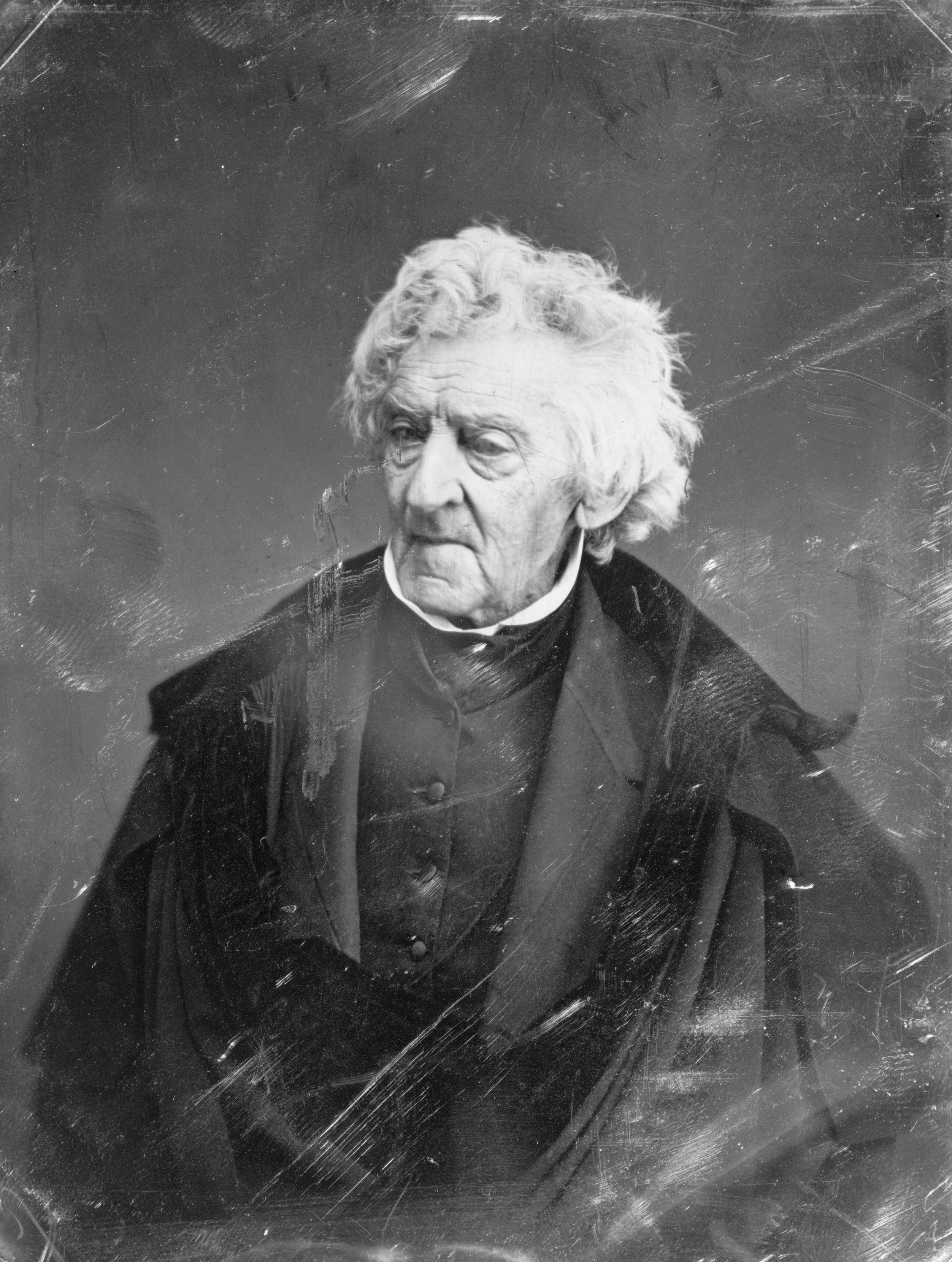
Cranch năm 1850

Cranch cũng đưa ra những tiền lệ quan trọng trong nhiều chủ đề khác nhau, ví dụ như trong một vụ án hình sự liên quan tới sự xâm nhập của nam giới, Cranch đã viết:
" Nó thường xảy ra rằng tù nhân tìm cách ngăn chặn tội ác của mình bằng các lời cầu xin của chất độc; như thể việc tự nguyện từ bỏ lý trí... không phải là của chính nó, một hành vi phạm tội đủ để làm cho anh ta chịu trách nhiệm về tất cả các hậu quả của nó. "
Ngày 1 tháng 9 năm 1855, ông từ trần do bệnh tật, hưởng thọ 86 tuổi, và được chôn cất tại Nghĩa trang Congessional.

## Gia đình của Cranch
Con gái của William Cranch tên Abigail Adams Cranch kết hôn với William Greenleaf Eliot. William Eliot và Abigail Cranch là cha mẹ của Henry Ware Eliot và ông bà của T. S. Eliot. Cranch có bốn người con; trong số ba người này, Christopher Pearse Cranch, Edward P. Cranch, và John Cranch, tất cả đều trở thành họa sĩ.

## Các cuốn sách

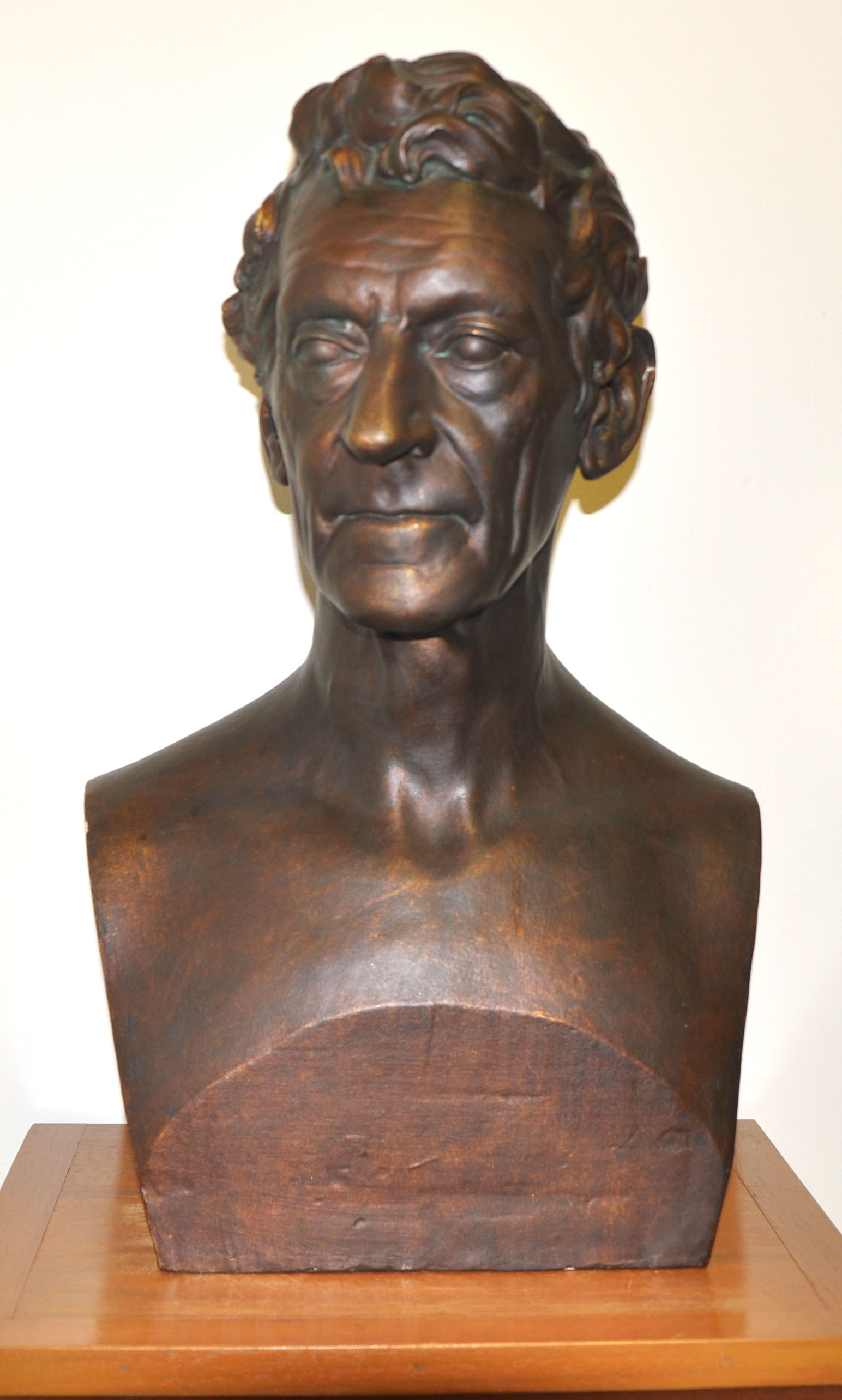
Tượng William Cranch

Thẩm phán William Cranch không viết nhiều cuốn sách. Ông chỉ viết 4 cuốn sách. Hầu hết ông chỉ viết các cuốn sách về hồi ký và các báo cáo. Sau đây là các cuốn sách của ông:
- MEMOIR OF THE LIFE CHARACTER &
- Memoir of the life, character, and writings of John Adams (1827)
- Reports of Cases Civil and Criminal in the United States Circuit Court of the District of Columbia;
- REPORTS OF CASES ARGUED & ADJU